# John Ellis (chitarrista)
John Ellis (Londra, 1º giugno 1952) è un chitarrista, polistrumentista e compositore britannico noto per la sua militanza in varie band, nonché per la collaborazione con Peter Gabriel.

## Biografia
È stato il cofondatore della band pub rock Bazooka Joe nel 1970, ed uno dei membri fondatori della band punk rock The Vibrators. Ellis ha formato i Vibrators nel 1974, mentre frequentava ancora l'istituto d'arte e studiava illustrazione. I Vibrators hanno pubblicato due album con Ellis e sono stati ampiamente in tour insieme.
Ellis ha lasciato i Vibrators nel 1978 per formare un gruppo che ha avuto storia breve, i Rapid Eye Movement, prima di imbarcarsi nella carriera solista nel 1979. In quell'anno ha pubblicato un paio di singoli, uno dei quali, "Babies in Jars" (una registrazione live dei Rapid Eye Movement) ha raggiunto la posizione 34 nella Official Independent Chart. Negli anni '80 ha iniziato a registrare e suonare in tour insieme a Peter Hammill, avendo già lavorato in studio e live insieme a Peter Gabriel nel suo tour in Cina. Egli è stato membro del K Group, esistito dal 1981 al 1985, che accompagnava in tour Peter Hammill. Hammill era K (voce, pianoforte e chitarra), Nic Potter era Mozart (basso), Guy Evans era Brain (batteria) ed Ellis era Fury (voce di fondo e chitarra). L'album di Peter Hammill The Margin è una registrazione dei concerti live del K-group.
Tra l'inizio degli anni '90 e l'inizio del 2000, Ellis è stato membro della band punk rock The Stranglers, a partire dall'album Stranglers In the Night. Durante questo periodo ha anche creato musica per esibizioni d'arte in Europa, oltre che diversi cortometraggi. Ellis ha lasciato gli Stranglers nel 2000 ed attualmente continua a creare musica. Come musicista, usa spesso l'E-bow per la chitarra.
Ellis ha collaborato alle registrazioni dei primi album di Judge Smith, membro fondatore dei Van der Graaf Generator.
Nel 2005 Ellis ha formato un'organizzazione comunitaria chiamata 'The Luma Group', la quale offre insegnamenti e seminari d'arte.
Nel 2009 Ellis ha dato avvio alla sua etichetta discografica, la Chanoyu Records. La prima produzione è stata Wabi Sabi 21©, un album di musica elettronica strumentale ispirata alla cerimonia del tè giapponese.

## Discografia

### Solista
- 1996 - Shock of Contact
- 1997 - Acrylic
- 1999 - Our Internal Monologue
- 2008 - Map of Limbo
- 2009 - Wabi Sabi 21
- 2013 - Sly Guitar
- 2016 - Spik'N'Span

### Stranglers
- 1992 - Stranglers in the Night
- 1995 - About Time
- 1997 - Written in Red
- 1998 - Coup de Grace

### Vibrators
- 1977 - Pure Mania
- 1978 - V2
- 1982 - Guilty
- 1984 - Alaska 127

### Bazooka Joe
- 1973 - Rock in a Flat

### Peter Gabriel
- 1977 - Peter Gabriel (Car)

### Collaborazioni
- 1999 - States - Andrew Adar
- 2002 - Heading Home - Martin Schak
- 2004 - Right Now Movie - Charlie Hunter
- 2006 - Singularity - Peter Hammill
- 2009 - Thin Air - Peter Hammill